# Полопос (Гранада)
Полопос (ісп. Polopos) — муніципалітет в Іспанії, у складі автономної спільноти Андалусія, у провінції Гранада. Населення — 1856 осіб (2010).
Муніципалітет розташований на відстані близько 400 км на південь від Мадрида, 49 км на південний схід від Гранади.
На території муніципалітету розташовані такі населені пункти: (дані про населення за 2010 рік)
- Кастільйо-де-Баньйос: 173 особи
- Аса-дель-Тріго: 147 осіб
- Ла-Мамола: 1198 осіб
- Полопос: 144 особи
- Ла-Гуапа: 194 особи

## Демографія
Динаміка населення (INE ):

## Галерея зображень

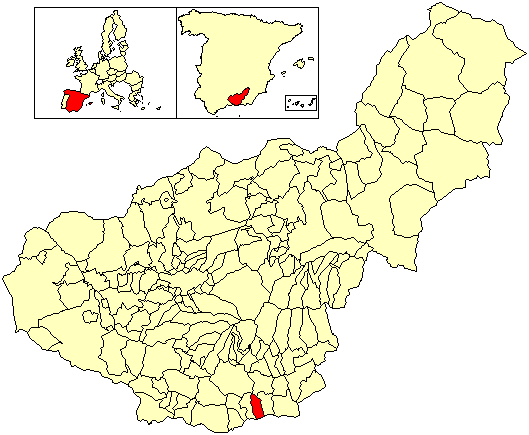
Розташування муніципалітету у провінції Гранада
Ла-Мамола, ПолопосЛа-Мамола, Полопос